# Applicability Statement 2
Pour les articles homonymes, voir Aerion AS2.
AS2 (Applicability Statement 2) est une spécification décrivant une méthode de transport de données électroniques sécurisée et fiable au travers d'Internet, basée sur le protocole HTTP et le standard S/MIME (RFC 3852).
La RFC 4130 décrit cette spécification.
Les données peuvent être en lien avec de l'EDI (Échange de données informatisé) mais peuvent très bien être de tout autre type.
AS2 spécifie le mode de connexion, de livraison, de validation et d'acquittement des données.
Ce mode de communication enveloppe le message qui est envoyé ensuite par Internet.
La sécurité des communications est assurée par des certificats numériques et du chiffrement.
L'implémentation d'AS2 nécessite deux machines, un client et un serveur, reliés tous deux à Internet.
Le client peut lui-même être un serveur pour recevoir des données.
Le client envoie des données au serveur (trading partner), puis à réception, l'application envoie un acquittement (ou MDN - Message Disposition Notification) à l'émetteur.

## Avantages
- Élimination ou réduction des coûts liés aux RVA (Réseau à valeur ajoutée).
- Développé pour pousser les données de façon sécurisée et fiable par Internet.
- Connectivité rapide et fiable.
- Le chiffrement assure que seuls l'émetteur et le destinataire peuvent interpréter les données.
- Les signatures numériques assurent l'authentification : seuls les messages des émetteurs autorisés sont acceptés.
- Un algorithme de hachage assure l'intégrité des données en détectant si le document a été altéré pendant le transport.

## Inconvénients
- Il faut posséder une adresse publique, une connexion permanente à Internet et un pare-feu.
- Il est impossible d'aller chercher les données à l'extérieur.
- Le coût d'un logiciel permettant d'utiliser AS2 si on n'utilise pas un logiciel open source.
- Il faut gérer les certificats utilisés pour les connexions sécurisées.
- Fonctionne seulement sur des réseaux TCP/IP.

## Introduction technique d'AS2
- AS2 crée une enveloppe pour les données, qui est ensuite envoyée par Internet en utilisant les protocoles standards.
- Les données sont transmises par le protocole HTTP, en requête POST, avec ou sans l'utilisation de SSL, à une adresse IP statique.
- Les données peuvent être transmises signées et chiffrées.
- Pas de répudiation des données (Non-répudiation).

## Implémentations Open Source
- Hermes Message Service Handler
- « m-e-c as2 »(Archive.org • Wikiwix • Archive.is • Google • Que faire ?)
- OpenAS2
- BabelAS2
- « AS2Secure »(Archive.org • Wikiwix • Archive.is • Google • Que faire ?)